# Leptoria
Leptoria is een geslacht van neteldieren uit de klasse van de Anthozoa (bloemdieren).

## Soorten
- Leptoria irregularis Veron, 1990
- Leptoria phrygia (Ellis & Solander, 1786)